# باولا جوردن
باولا جوردن (بالألمانية: Paula Jordan)‏ هي تاجرة أعمال فنية ألمانية، ولدت في 17 مايو 1889، وتوفيت في 25 نوفمبر 1941 في كاوناس في ليتوانيا.